# Brouwerij Verschueren
Brouwerij Verschueren is een voormalige brouwerij gelegen in de Hazewindstraat 2 (86) te Sint-Niklaas en was actief van 1895 tot 1963. De gebouwen staan momenteel op de inventaris van onroerend erfgoed.

## Geschiedenis
Gedurende de geschiedenis veranderde de naam van de brouwerij
- Brasserie Verschueren frères (1895-1904)
- Brasserie Verschueren frères Vve (1904-1907)
- Brasserie Verschueren frères et soeurs (1907-1937)
- Brouwerij Verschueren gebroeders en zusters (1937-1963).

## Gebouwen
Bestaan uit een recent straatgebouw, de brouwerij (1930), de bottelarij, het koelgebouw (1930), de mouterij (1905) en magazijnen met graanvloeren (1895).
- Het brouwerijgebouw bestaat uit skeletbouw van beton dat opgevuld is met baksteen.
- Het koelgebouw is een baksteenbouw met drie bouwlagen en een plat dak. Hierin staat onder andere de technische installatie bestaande uit een dieselmotor met vliegwiel en drijfriemen ( "Crossley Brothers Ltd.) met pekelbak en drukvayt.
- De mouterij is een baksteenbouw van vier bouwlagen met een vierkante eestschouw en  afgeplat zadeldak met Vlaamse pannen. Aan de rechterkant is een vleugel bijgebouwd als laadruimte en stook en eerstruimte die zijn afgedekt met troggewelven.
- Magazijn met graanvloeren was het oorspronkelijke brouwgebouw en verloor deze functie met de bouw van het huidige brouwerijgebouw. Het is opgetrokken in baksteen en bestaat uit twee bouwlagen met een zadeldak bestaande uit Vlaamse pannen en met ventilatiekap boven de westelijke travee. Er staat een schoorsteen tegen de westelijke zijpuntgevel.

## Bieren[2]
- Big Ale
- Export Lagerbeer V Pils
- Export Lagerbier
- Lagerbeer V Beer
- Scotch
- V's Mals Bier
- V-Pils